# 天津市中医药研究院附属医院
天津市中医药研究院附属医院 (英語：Tianjin Academy Of Traditional Chinese Medicine Affiliated Hospital)，前身是创立于1991年的天津市长征医院，2009年，原天津市长征医院，天津市中医医院，天津中研院附属医院三家医院及天津中医药研究院，天津医药科学研究所合并组成了新的中医药研究院，是一所集医疗、科研、教学、预防、保健、康复为一体的大型三级甲等中医医院，位于中华人民共和国天津市红桥区北马路354号，是天津市中医药研究院直属附属医院。